# Nostromo
Nostromo (engl. Nostromo: A Tale of the Seaboard), politički roman engleskog književnika Josepha Conrada, objavljen 1904. Ubraja se među najsnažnija Conradova djela. Tematizira revoluciju, politiku i novčane malverzacije u izmišljenoj državi Costaguani u Južnoj Americi. Smatra se da je Conrad njime predvidio mnoge političke krize zemalja Trećeg svijeta u stoljeću koje je tek bilo na pragu. Radnja je smještena u fiktivni Sualco, rudarski grad-luku na zapadu izmišljene Costaguane, koja po nekim opisima podsjeća na Kolumbiju. 
Protagonist Nostromo, pravim imenom Giovanni Battista Fidanza, je karizmatični talijanski mornar koji se nastanio u Sualcu, i stekao ugled zbog svoje hrabrosti i sposobnosti vođe. Zaposlenik je pomorske kompanije, slovi kao prvi među lučkim radnicima i uživa poštovanje lokalnog stanovništva koje ga promatra kao autoritet. Bogati Europljani u Sualcu ga poštuju i smatraju nepotkupljivim. Ipak, ne prihvaćaju ga u svoje visoko društvo, već ga uglavnom gledaju kao instrument za ostvarenje svojih ciljeva. Charles "don Carlos" Gould, najmoćnija figura Sualca, je potomak engleskih doseljenika u trećoj generaciji, Englez po podrijetlu i temperamentu. Vlasnik je rudnika srebra San Tomé, kojeg je naslijedio od oca i postao njime opsjednut. Gouldov otac je bio primoran prihvatiti tada zapušteni rudnik na ime povrata duga koji je prema njemu imala korumpirana vlada diktatora Guzmana Benta. Zbog novih revolucionarnih previranja Gould povjerava Nostromu iznošenje veće količine srebra iz Sualca u tajnosti, kako ne bi palo u ruke revolucionara. Nostromo ga brodom prevozi na napušteni otok. Razočaran kasnijim revolucionarnim zbivanjima u Sualcu, Nostromo postaje opsjednut tajnom skrivenog srebra, koja ga vodi u tragičan završetak.
"Nostromo" se nalazi na popisu najboljih romana 20. stoljeća napisanih na engleskom jeziku, sastavljenom 1998. u stručnoj anketi američke izdavačke kuće Modern Library, ali i na popisu 100 najboljih knjiga svih vremena sastavljenom 2002. na inicijativu Norveškog kluba knjige, po izboru uglednih pisaca iz 44 zemlje svijeta. Američki književnik F. Scott Fitzgerald je na novinarsko pitanje iz Chicago Daily Tribunea 1923. slavno odgovorio: Radije bih da sam napisao "Nostromo" nego bilo koji drugi roman.

## Vanjske poveznice
- (engl.) Joseph Conrad: Nostromo, A Tale of the Seaboard, Project Gurenberg, gutenberg.org, e-knjiga br. 2021, objavljeno 9. siječnja 2006.